# Buddha (serie de televisión)
Buddha-Rajaon Ka Raja, es una telenovela india transmitida por Zee TV y Doordarshan desde el 8 de septiembre de 2013 hasta el 21 de septiembre de 2014. Fue producida por B. K. Modi, y escrita por Gajra Kottary, Prakash Kapadia y Puneet S. Shukla, en esta ocasión fue representada y protagonizada por Himanshu Soni y Kajal Jain.

## Sinopsis
Nació como el Príncipe Siddharta AC. Era un niño único, tenía los 32 símbolos de la grandeza y fue considerado el salvador de la humanidad por varios reyes de la época. Siddhartha probó que las profecías de su nacimiento fueron ciertas. Mientras crecía se convirtió en el príncipe guerrero por excelencia. Para el orgullo de su padre y luego de su adorada esposa, Yashodhara, era un esposo devoto y sensible. Su padre hizo de Él un pensador y filósofo, inclusive cuando era niño, Siddhartha cuestionaba todo lo que pasaba a su alrededor.
Era un hombre iluminado, que venía a enseñarle a otros el camino a seguir en la vida. Iluminó con sus enseñanzas a muchos por miles de años, y finalmente concibió a BUDA, una palabra que hoy simboliza la verdad, la paz, el amor, la compasión y la justicia practicada por él durante toda su vida.
Al conocer su historia nos damos cuenta del por qué tiene tanta influencia en la vida de hoy, luego de tantos siglos.

## Reparto
- Kabir Bedi como Asita Muni.
- Himanshu Soni como Príncipe Siddharth / Buddha.[4][5]
- Sameer Dharmadhikari como Śuddhodana (padre de Buddha).
- Deepika Upadhyay como Maya (madre biológica de Buddha).
- Gungun Uprari como Prajapati (madrastra de Buddha y segunda esposa de Suddhodana).
- Kajal Jain como Yasodharā (esposa del Príncipe Siddharth).[6]
- Jagat Singh como Devadatta.
- Sanket Choukse como Channa (mejor amigo de Buddha).
- Siddharth Vasudev como Dronadhan.
- Nigaar Khan / Reshmi Ghosh como Mangala.[7][8][9]
- Hemant Choudhary como Mahamantri Udyan.
- Pravisht Mishra como Devdutta.
- Sareeka Dhillon como Maanvika.[10]
- Vishesh Bansal como Siddharth (niño).[11]
- Amit Behl como Guru Vachaspati.
- Surbhi Shukla como Loshika.[12]
- Devyansh Tapuriah como Devadutta.
- Mayank Arora como Príncipe Ananda.

## Emisión internacional
- Alemania: Zee.One (2016).
- Bolivia: RTP (2016).
- Camboya: SEATV (2016).
- Estados Unidos: Tele N (2016).
- Nicaragua: Canal 4. (2016)
- Perú: Panamericana Televisión. (2015-2016)
- Sri Lanka: TV Derana (2014).
- Tailandia: Workpint TV (2015) y Zee Nung (2016).
- Venezuela: Televen (2016).